# Urdaneta (Páez)
Pour les articles homonymes, voir Urdaneta.
Urdaneta est l'une des cinq paroisses civiles de la municipalité de Páez dans l'État d'Apure au Venezuela. Sa capitale est La Victoria.

## Géographie

### Démographie
Hormis sa capitale La Victoria, la paroisse civile possède plusieurs localités dont :
- Ciudad Sucre
- La Victoria

## Environnement

### Faune et flore
La paroisse civile abrite partiellement le parc national Río Viejo-San Camilo et la réserve forestière San Camilo.